# Rio Platís Potamós
Platís Potamós (em grego: Πλατύς Ποταμός; romaniz.: Platýs Potamós) é um rio e garganta do vale Amári, na ilha de Creta, Grécia. Seu nome significa "grande rio" e é um dos mais extensos rios de Creta, sendo alimentado pelas águas do monte Cédros e do vale Amári. O rio Platís Potamós é largo e de vegetação densa. É cruzado por várias pontes de pedra construídas pelos aldeões. Escavações arqueológicas detectaram os restos de um templo dedicado a Ártemis.
Seu percurso se inicia no coração do vale, próximo a vila de Petrochóri. Pouco depois de sua nascente se une com seu afluente, o rio Ligiótis (Λιγιώτη), e flui pela garganta Esmiliano. Mais adiante percorre por uma garganta íngreme, quase inacessível, até abrir-se em pequenas lagoas e cachoeiras. Deste ponto, o rio continua até as proximidades da vila de Agía Galíni, onde deságua na praia de Agía Galíni, ao sul da unidade regional de Retimno.